# Gildella suavis
Gildella suavis es una especie de mantis de la familia Tarachodidae.

## Distribución geográfica
Se encuentra en Borneo.